# Revolución antijuarista (1869-1870)
La Revolución antijuarista (1869-1870) fue un conflicto armado encabezado por una fracción rebelde en contra de la reelección de Benito Juárez.
Un año después del Levantamiento en Sinaloa, la Rebelión en Yucatán, el Levantamiento en Puebla y el Motín de Perote, estalló otra revolución aún más imponente. 

## Desarrollo del conflicto
En ella participaron los coroneles Francisco Aguirre y Pedro Martínez en San Luis Potosí; el general Trinidad García de la Cadena en Zacatecas; Amado Guadarrama en Jalisco, y otros jefes menos conocidos el diputado de la legislatura don Jesús Romo, Santillán, los Noriegas, Abraham Plata, Fabregat y Aragón en el Estado de México, Hidalgo y Morelos, así como el hijo de Antonio López de Santa Anna, Ángel Santa Anna en Jalapa. Orizaba, por ejemplo, fue atacada por una partida, pereciendo el literato Joaquín Arróniz. 
No obstante, el Gobierno encargó al general Mariano Escobedo que comenzara su campaña contra los sublevados, tomando Zacatecas y San Luis Potosí, por lo que los sublevados huyeron con rumbo a Jalisco, donde Amado Guadarrama prescindió y se puso a disposición del gobierno. No fue sino hasta el 21 de febrero de 1870 cuando el general Sóstenes Rocha derrotó al general Trinidad García de la Cadena en la Batalla de Lo de Ovejo, concluyendo así el movimiento. Los demás pronunciados de los otros Estados fueron derrotados, muertos o

## Consecuencias
El gobernador Cadena se retiró del combate con muy poca gente, y Francisco Aguirre escapó por el río Bravo. El diputado Romo fue atacado por los gendarmes del Estado de México, falleciendo en el combate. Abraham Plata y otros fueron apresados por el general Vicente Riva Palacio, para luego ser fusilados, Fabregat, Noriega y Santillán. Ángel Santa Anna fue aprehendido, juzgado y condenado a muerte.